# Fayencemanufaktur Göggingen
Die Fayencemanufaktur in Göggingen war eine Mitte des 18. Jahrhunderts produzierende Manufaktur für keramische Produkte in dem heute zu Augsburg gehörenden Stadtteil Göggingen. In zeitgenössischen Dokumenten findet sich stets die Bezeichnung Majolika Fabrique.

## Geschichte
Fayencen und Majoliken wurden wegen ihrer Ähnlichkeit mit Porzellan seit dem 18. Jahrhundert auch in zahlreichen deutschen Manufakturen hergestellt. Eine erste Produktionsstätte in der Reichsstadt Augsburg wurde um 1735 von dem Apotheker, Chemiker und Destillateur Johann Caspar Schaur (1681–1761) in seinem Garten eingerichtet, hatte aber nur wenige Jahre Bestand. Auf Beschluss des damaligen Augsburger Fürstbischofs Joseph Ignaz Philipp von Hessen-Darmstadt wurde im Spätherbst 1748 die Fayencemanufaktur in Göggingen eingerichtet – das Dorf bot sich aufgrund seiner Zugehörigkeit zum fürstbischöflichen Herrschaftsbereich an. Zudem war der Wirtschaftsverbund mit der Reichsstadt trotz der Lage außerhalb der Stadtgrenzen stark. Joseph Ignaz Philipp wollte damit einerseits die Versorgung der fürstbischöflichen Residenzen und Amtsstuben mit Fayenceartikeln sicherstellen, gleichzeitig aber auch die wirtschaftliche Situation in seinem Herrschaftsgebiet verbessern.
Die Versorgung der Fayencemanufaktur erfolgte größtenteils mit Rohstoffen aus der näheren Umgebung: Holz wurde aus den Wäldern um Zusmarshausen beschafft, Tonerde aus Steppach und Sand aus Horgau. Die weiteren Materialien wie Blei, Pottasche, Salz, Soda und Zinn wurden aus weiter entfernten Regionen geliefert. Als Leiter war zunächst Georg Nikolaus Hoffmann angestellt, der vorher in Schrattenhofen tätig gewesen war. Nach seinem Ausscheiden 1750 wurde die Leitung an Joseph Hackl († 1760) übertragen, der ihm vorher unterstellt war. Da die Manufaktur am Ende zwar mit Gewinn arbeitete, überwiegend aber rote Zahlen geschrieben hatte, wurde sie auf Beschluss von Joseph Ignaz Philipp am 12. oder 19. Oktober 1752 geschlossen.

## Weiterführende Literatur
- Hannelore Müller: Geschichte der fürstbischöflich-augsburgischen Majolikafabrik in Göggingen. In: Heinz Friedrich Deininger (Hrsg.): Göggingen. Beiträge zur Geschichte der Stadt. Stadt Göggingen, Göggingen 1969, S. 280–303.